# Helikopterunfall Schwägalp
Der Helikopterunfall Schwägalp war ein Flugunfall am 21. Oktober 1982. Er ereignete sich in der Region Urnäsch im Kanton Appenzell Ausserrhoden bei der Schwägalp. Eine Alouette III der Schweizer Armee stürzte ab, wobei der Pilot und fünf Passagiere ums Leben kamen.

## Der Unfall
Am Donnerstagvormittag des 21. Oktober 1982 führte das Infanteriebataillon 70 eine Gefechtsübung im Säntisgebiet auf der Schwägalp durch. Gegen Ende der Übung touchierte die Alouette III V-211 der Leichten Fliegerstaffel 2 (L Fl St 2) mit einem Rotorblatt die Seile der Transportbahn von Urnäsch zur Fläschenalp. Die Kabel befanden sich in einer Höhe von ca. 120 Metern über Grund.
Nach der Berührung der Leitung verlor der Helikopter seine Flugstabilität und stürzte in einem Steilflug in das bewaldete Tobel bei Urnäsch ab. Das Trümmerfeld wurde am darauffolgenden Freitag nach gründlicher Absuche nach weiteren Einzelteilen wieder freigegeben.

## Unfallursache
Die Untersuchungen des Eidgenössischen Militärdepartements (EMD) ergaben als wahrscheinliche Unfallursache eine Blendung des Piloten durch den strahlend blauen Himmel und intensiven Sonnenschein. Der erfahrene Pilot Bernhard Bittig kannte die örtlichen Gegebenheiten sehr gut, er hatte die Unfallstelle bereits zweimal zuvor mit dem Helikopter passiert und vor der Übung anderen beteiligten Piloten das sogenannte «Kabel-Briefing» über den Verlauf der Kabel in der Region gegeben.
Ein hinter der Unfallmaschine fliegender Helikopterpilot bestätigte als Zeuge, dass genau zum Zeitpunkt des Unfalls die Sonne die Piloten sehr stark blendete, sodass sie für Sekunden trotz aller Schutzmassnahmen nahezu «blind» flogen. Das EMD geht davon aus, dass der Pilot genau in diesem kritischen Moment das Kabel touchierte.

## Die Opfer
Bei dem Unfall kamen sechs Personen ums Leben: Der Pilot Bernhard Bittig, Adjutant-Unteroffizier, ein Korporal und vier Mitrailleure.

## Medienberichterstattung
Die Neue Zürcher Zeitung ordnete den Unfall mit sechs Todesopfern unter den «vermischten Meldungen» ein, was den damaligen medialen Umgang mit Armeeunfällen und die Nachrichtenhierarchie der 1980er Jahre widerspiegelt.

## Bedeutung
Der Unfall markiert eine der dunkelsten Stunden der schweizerischen Militäraviatik. Er war Teil einer Unfallserie, welche bei der Schweizer Armee zu dieser Zeit geschahen und führte zu verstärkten Sicherheitsmassnahmen im militärischen Flugbetrieb. Er unterstreicht die Gefahren des Tiefflugbetriebs in alpinem Gelände.
Die betroffene Leichte Fliegerstaffel 2 war 1965 gegründet und dem Feldarmeekorps 2 zugeteilt worden. Sie wurde später in Lufttransport-Staffel 2 umbenannt und schliesslich im Jahr 2000 im Rahmen der Armeereform aufgelöst.